# Cá ngừ vây đen
Cá ngừ vây đen (danh pháp hai phần: Thunnus atlanticus) là một loài cá trong họ Cá thu ngừ. Cá ngừ vây đen nói chung có chiều dài tối đa 100 cm và trọng lượng 21 kg. Cá ngừ vây đen có thân hình bầu dục, lưng màu đen với một màu vàng nhẹ trên của vây phụ, và có màu vàng ở hai bên của cơ thể của họ. Cá ngừ vây đen chỉ được tìm thấy ở phía tây Đại Tây Dương từ mũi Cod đến Brasil. Chúng không ăn nhiều cá như các loài cá ngừ khác, chúng ăn các ấu trùng nhỏ bé của stomatopoda (tôm vua, tôm tít), tôm thật sự và cua, cũng như con cá nhỏ. Tất nhiên chúng ăn cá non và mực ống trưởng thành. Chúng có tuổi thọ ngắn ngủi, phát triển nhanh chóng, một con cá 5 tuổi sẽ được coi là già. Chúng trưởng thành tình dục lúc lên 2 tuổi, và đẻ trứng ở vùng biển mở trong suốt mùa hè. Cá ngừ vây đen một loài thích sinh sống ở vùng nước ấm, thích nhiệt độ nước trên 20 °C. 